# Німецький жорсткошерстий лягавий собака
Німецький жорсткошерстий лягавий пес (англ. German wire-haired pointing dog) — мисливський пес, популярний і як домашній улюбленець. Друга, неофіційна назва цієї породи Німецький дратгар (нім. Deutsch drathaar), або скорочено дратгар. Відмітна особливість цієї породи — надзвичайно жорстка, навіть щетиниста шерсть. «Дратгар» перекладається з німецької як «дротяна шерсть». Саме ця груба, але практична шуба зробила дратгарів незамінними помічниками й досить поширеними мисливськими псами. Дратгар може працювати у будь-яку негоду, бо він чудово захищений від вологи щільним підшерстям, а головне, жорстка шерсть дозволяє йому уникати травм від колючого чагарнику і гілок.

## Опис
Цей пес відрізняється жорсткою та грубою, досить щільно прилеглою шерстю, а борода, вуса і брови роблять його дещо схожим на дідуся. М'язи добре розвинені й ніколи не приховані шерстю. Голова помірно довга. Довжина корпусу ледве перевищує висоту в загривку, спина пряма, груди глибокі й об'ємні. Висота в загривку 61-66 см, вага 27-32 кг Забарвлення суцільне, червонувато-коричневе або у поєднанні з білим, буває також чорний з білим або трибарвний (хоча Американський клуб собаківництва відносить їх до недоліків).
Історія. Порода визнана в Німеччині в 1870 р., тому її слід відносити до молодих. Європейським мисливцям завжди хотілося мати пса, що поєднує якості лягавою і ретривера. Створення німецьких лягавих проходило в умовах жорсткої конкуренції. Вони виведені, по суті, з одного вихідного поголів'я, але завдяки зусиллям заводчиків придбали лише їм властиві індивідуальні якості. У ряді предків дратгара — англійський пойнтер, пудель і фоксгаунди. 
Порода визнана FCI, АКС, UKC, KcgB, СЬКС.

## Характеристика
Груба жорстка шерсть додає дратгару індивідуальності, його господарі в захваті від цього. Це дуже активний пес, йому необхідні великі фізичні навантаження. Його мисливські якості відмінні. Він, поза сумнівом, підкорить ваше серце своєю відвагою і відданістю.

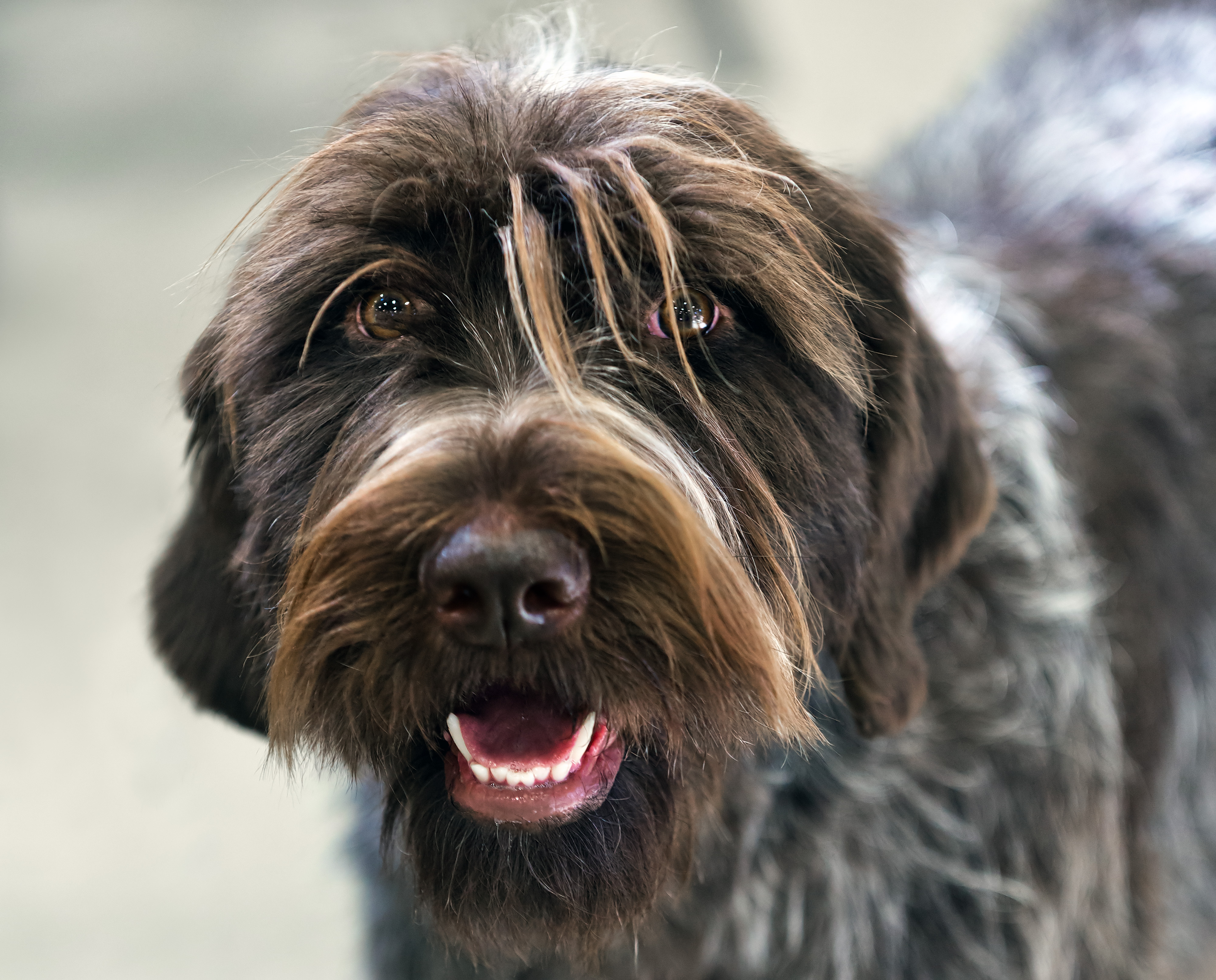
Німецький жорсткошерстий лягавий пес

## Джерело
- Е. де Прісько, Дж. Б.Джонсон. «Малий атлас порід псів».